# Бодзаново-Друге
Бодзаново-Друге (пол. Bodzanowo Drugie) — село в Польщі, у гміні Добре Радзейовського повіту Куявсько-Поморського воєводства.
Населення — 107 осіб (2011).

## Демографія
Демографічна структура станом на 31 березня 2011 року:
|          | Загалом | Допрацездатний вік | Працездатний вік | Постпрацездатний вік |
| -------- | ------- | ------------------ | ---------------- | -------------------- |
| Чоловіки | 53      | 11                 | 35               | 7                    |
| Жінки    | 54      | 12                 | 27               | 15                   |
| Разом    | 107     | 23                 | 62               | 22                   |